# Unione Sportiva Foggia 1970-1971
Questa voce raccoglie le informazioni riguardanti l'Unione Sportiva Foggia nelle competizioni ufficiali della stagione 1970-1971.

## Stagione
Nel campionato di Serie A 1970-1971 la neopromossa squadra rossonera affidata al riconfermato allenatore Tommaso Maestrelli si piazza al 14º posto, totalizzando 25 punti, lo stesso numero di punti della Fiorentina e della Sampdoria, e retrocede per peggior differenza reti, con la Lazio ed il Catania. I satanelli sono partiti con il piede giusto, essendo stati per buona parte della stagione la squadra rivelazione, prima di cedere nel finale di torneo, fino alla disfatta di Varese nell'ultima di campionato. Lo scudetto è stato vinto con 46 punti dall'Inter, davanti al Milan con 42 punti ed al Napoli con 39 punti. Con otto reti Nello Saltutti è il miglior realizzatore di stagione, con sette reti anche Alberto Bigon si mette in evidenza.
In Coppa Italia il Foggia viene eliminato nel girone 7, subendo tre sconfitte e classificandosi ultimo dietro a Fiorentina, Bari e Taranto.

## Organigramma societario
Area direttiva
- Presidente: Antonio Fesce

Area tecnica
- Allenatore: Tommaso Maestrelli

## Rosa
| N. |                   | Ruolo | Calciatore          |
| -- | ----------------- | ----- | ------------------- |
|    | Italia (bandiera) | P     | Doriano Crespan     |
|    | Italia (bandiera) | P     | Sergio Malagutti    |
|    | Italia (bandiera) | P     | Raffaele Trentini   |
|    | Italia (bandiera) | D     | Remo Colecchia      |
|    | Italia (bandiera) | D     | Mauro Colla         |
|    | Italia (bandiera) | D     | Giovanni Fagan      |
|    | Italia (bandiera) | D     | Eugenio Fumagalli   |
|    | Italia (bandiera) | D     | Piero Lenzi         |
|    | Italia (bandiera) | D     | Gianni Marella      |
|    | Italia (bandiera) | D     | Claudio Montepagani |
|    | Italia (bandiera) | D     | Giovanni Pirazzini  |
|    | Italia (bandiera) | D     | Pellegrino Valente  |
|    | Italia (bandiera) | D     | Ambrogio Valadè     |
|    | Italia (bandiera) | C     | Ugo Buttino         |

| N. |                   | Ruolo | Calciatore          |
| -- | ----------------- | ----- | ------------------- |
|    | Italia (bandiera) | C     | Pietro Camozzi      |
|    | Italia (bandiera) | C     | Paolo Garzelli      |
|    | Italia (bandiera) | C     | Giorgio Maioli      |
|    | Italia (bandiera) | C     | Vincenzo Montefusco |
|    | Italia (bandiera) | C     | Luciano Re Cecconi  |
|    | Italia (bandiera) | C     | Luigi Villa         |
|    | Italia (bandiera) | A     | Alberto Bigon       |
|    | Italia (bandiera) | A     | Fabio Ferrario      |
|    | Italia (bandiera) | A     | Renato Mola         |
|    | Italia (bandiera) | A     | Giuseppe Pavone     |
|    | Italia (bandiera) | A     | Franco Pezzato      |
|    | Italia (bandiera) | A     | Aldo Piemontese     |
|    | Italia (bandiera) | A     | Nello Saltutti      |

## Risultati

### Serie A

#### Girone di andata
| Arbitro: | Giunti (Arezzo) |

|          |           |                   |
| Sala 58’ | Marcatori | 61’ (rig.) Maioli |

| Arbitro: | Pieroni (Roma) |

|           |           |            |
| Bigon 67’ | Marcatori | 26’ Rivera |

| Napoli 11 ottobre 1970 3ª giornata | Napoli             | 0 – 0 | Foggia | Stadio San Paolo\| Arbitro: \| Carminati (Milano) \| |
| Arbitro:                           | Carminati (Milano) |       |        |                                                      |

| Arbitro: | Francescon (Padova) |

|              |           |            |
| Garzelli 60’ | Marcatori | 23’ Fedele |

| Arbitro: | Gussoni (Tradate) |

|                       |           |          |
| Domenghini 40’ (rig.) | Marcatori | 4’ Bigon |

| Arbitro: | Picasso (Chiavari) |

|          |           |  |
| Mola 70’ | Marcatori |  |

| Arbitro: | Michelotti (Parma) |

|                                         |           |              |
| Amarildo 49’ Cappellini 80’ Cordova 81’ | Marcatori | 69’ Garzelli |

| Arbitro: | Gonella (Torino) |

|                                  |           |  |
| Bigon 9’ Saltutti 19’ Maioli 32’ | Marcatori |  |

| Arbitro: | Mascali (Desenzano del Garda) |

|                                                          |           |                              |
| Re Cecconi 5’ Montefusco 34’ Saltutti 57’, 74’ Bigon 78’ | Marcatori | 17’ Chinaglia 67’ Chinellato |

| Arbitro: | Angonese (Mestre) |

|                                   |           |  |
| Bigon 9’ (aut.) Chiarugi 34’, 53’ | Marcatori |  |

| Arbitro: | Branzoni (Pavia) |

|                                  |           |                      |
| Maioli 31’ (rig.) Montefusco 57’ | Marcatori | 50’ Suarez 53’ Fotia |

| Arbitro: | Motta (Monza) |

|             |           |  |
| Ciccolo 39’ | Marcatori |  |

| Arbitro: | Lo Bello (Siracusa) |

|           |           |                |
| Bigon 34’ | Marcatori | 23’ Boninsegna |

| Arbitro: | Pieroni (Roma) |

|                        |           |                   |
| Bettega 37’ Haller 44’ | Marcatori | 62’ (aut.) Furino |

| Arbitro: | Bernardis (Roma) |

|                            |           |                         |
| Garzelli 51’ Pirazzini 84’ | Marcatori | 17’ Nuti 59’ Traspedini |

#### Girone di ritorno
| Arbitro: | Sbardella (Roma) |

|            |           |  |
| Pavone 59’ | Marcatori |  |

| Arbitro: | Toselli (Cormons) |

|                           |           |  |
| Rivera 53’ (rig.) Benetti | Marcatori |  |

| Arbitro: | Monti (Ancona) |

|  |           |                                      |
|  | Marcatori | 20’ Sormani 60’ Bianchi 68’ Altafini |

| Arbitro: | Gussoni (Tradate) |

|            |           |                   |
| Vastola 6’ | Marcatori | 17’, 37’ Saltutti |

| Foggia 7 marzo 1971 20ª giornata | Foggia              | 0 – 0 | Cagliari | Stadio Pino Zaccheria\| Arbitro: \| Panzino (Catanzaro) \| |
| Arbitro:                         | Panzino (Catanzaro) |       |          |                                                            |

| Arbitro: | Pieroni (Roma) |

|                             |           |  |
| Schifilliti 77’ Volpato 81’ | Marcatori |  |

| Arbitro: | Giunti (Arezzo) |

|           |           |  |
| Bigon 45’ | Marcatori |  |

| Arbitro: | Barbaresco (Cormons) |

|                 |           |              |
| Bergamaschi 87’ | Marcatori | 42’ Saltutti |

| Arbitro: | Carminati (Milano) |

|                             |           |          |
| Fortunato 37’ Governato 90’ | Marcatori | 8’ Bigon |

| Arbitro: | Lattanzi (Roma) |

|              |           |                     |
| Saltutti 19’ | Marcatori | 55’ (rig.) De Sisti |

| Arbitro: | Michelotti (Parma) |

|                  |           |  |
| Cristin 45’, 47’ | Marcatori |  |

| Arbitro: | Barbaresco (Cormons) |

|              |           |             |
| Saltutti 71’ | Marcatori | 33’ Faloppa |

| Arbitro: | Sbardella (Roma) |

|                                                          |           |  |
| Boninsegna 7’ Jair 54’, 90’ Facchetti 62’ S. Mazzola 69’ | Marcatori |  |

| Foggia 16 maggio 1971 29ª giornata | Foggia              | 0 – 0 | Juventus | Stadio Pino Zaccheria\| Arbitro: \| Francescon (Padova) \| |
| Arbitro:                           | Francescon (Padova) |       |          |                                                            |

| Arbitro: | Lo Bello (Siracusa) |

|                                         |           |  |
| Nuti 9’ Tamborini 26’ (rig.) Braida 30’ | Marcatori |  |

### Coppa Italia

#### Primo turno
| Arbitro: | Menegali (Roma) |

|  |           |             |
|  | Marcatori | 88’ Beretti |

| Arbitro: | Acernese (Roma) |

|              |           |  |
| Colautti 70’ | Marcatori |  |

| Arbitro: | Branzoni (Pavia) |

|                                     |           |  |
| De Sisti 16’ Chiarugi 72’ Merlo 80’ | Marcatori |  |

## Statistiche

### Statistiche di squadra
| Competizione | Punti | In casa | In casa | In casa | In casa | In casa | In casa | In trasferta | In trasferta | In trasferta | In trasferta | In trasferta | In trasferta | Totale | Totale | Totale | Totale | Totale | Totale | DR  |
| Competizione | Punti | G       | V       | N       | P       | Gf      | Gs      | G            | V            | N            | P            | Gf           | Gs           | G      | V      | N      | P      | Gf     | Gs     | DR  |
| ------------ | ----- | ------- | ------- | ------- | ------- | ------- | ------- | ------------ | ------------ | ------------ | ------------ | ------------ | ------------ | ------ | ------ | ------ | ------ | ------ | ------ | --- |
| Serie A      | 25    | 15      | 5       | 9       | 1       | 20      | 14      | 15           | 1            | 4            | 10           | 8            | 29           | 30     | 6      | 13     | 11     | 28     | 43     | -15 |
| Coppa Italia | 0     | 1       | 0       | 0       | 1       | 0       | 1       | 2            | 0            | 0            | 2            | 0            | 4            | 3      | 0      | 0      | 3      | 0      | 5      | -5  |
| Totale       |       | 16      | 5       | 9       | 2       | 20      | 15      | 17           | 1            | 4            | 12           | 8            | 33           | 33     | 6      | 13     | 14     | 28     | 48     | -20 |

### Statistiche dei giocatori
| Giocatore      | Serie A  | Serie A | Coppa Italia | Coppa Italia | Totale   | Totale |
| Giocatore      | Presenze | Reti    | Presenze     | Reti         | Presenze | Reti   |
| -------------- | -------- | ------- | ------------ | ------------ | -------- | ------ |
| A. Bigon       | 28       | 7       | 3            | 0            | 31       | 7      |
| M. Colla       | 28       | 0       | 3            | 0            | 31       | 0      |
| D. Crespan     | 2        | -4      | 2            | -4           | 4        | -8     |
| F. Ferrario    | 1        | 0       | 3            | 0            | 4        | 0      |
| E. Fumagalli   | 17       | 0       | 1            | 0            | 18       | 0      |
| P. Garzelli    | 26       | 3       | 3            | 0            | 29       | 3      |
| P. Lenzi       | 30       | 0       | 3            | 0            | 33       | 0      |
| G. Maioli      | 28       | 3       | 3            | 0            | 31       | 3      |
| G. Marella     | 2        | 0       | -            | -            | 2        | 0      |
| R. Mola        | 14       | 1       | 2            | 0            | 16       | 1      |
| V. Montefusco  | 26       | 2       | 2            | 0            | 28       | 2      |
| C. Montepagani | 15       | 0       | 3            | 0            | 18       | 0      |
| G. Pavone      | 7        | 1       | -            | -            | 7        | 1      |
| G. Pirazzini   | 29       | 1       | 3            | 0            | 32       | 1      |
| L. Re Cecconi  | 26       | 1       | 2            | 0            | 28       | 1      |
| N. Saltutti    | 30       | 8       | 2            | 0            | 32       | 8      |
| R. Trentini    | 28       | -39     | 2            | -1           | 30       | -40    |
| L. Villa       | 16       | 0       | 2            | 0            | 18       | 0      |